# Daniele Moschioni
Daniele Moschioni (Udine, 22 luglio 1967) è un politico italiano.

## Biografia

### Attività politica
Inizia la sua carriera politica come consigliere e assessore al Comune di Corno di Rosazzo nel 2004, ricoprì la carica di consigliere comunale per due mandati fino al 2014. Nel 2008 viene eletto anche consigliere della provincia di Udine. Nel 2009 diviene vicesindaco di Corno di Rosazzo, mentre nel 2014 è eletto sindaco e riconfermato nel 2019 e nel 2024.
Alle elezioni politiche del 2018 è eletto deputato della Lega. È membro dal 2018 della XI Commissione lavoro pubblico e privato nonché dal 2019 membro e segretario della Commissione parlamentare per la semplificazione.